# 达尔内 (科雷兹省)
达尔内（法語：Darnets，法語發音：[daʁnɛ]）是法国科雷兹省的一个市镇，位于该省中东部，属于于塞勒区。

## 地理
达尔内（45°25'34"N, 2°6'40"E）面积25.42 平方千米，位于法国新阿基坦大区科雷兹省，该省份为法国中南部省份，北起上维埃纳省和克勒兹省，西接多爾多涅省，南至洛特省，东临多姆山省和康塔爾省。
与达尔内接壤的市镇（或旧市镇、城区）包括：孔布勒索勒、埃格勒通、下拉马济耶尔、莫萨克、穆斯捷旺塔杜尔、帕利斯、苏代耶。

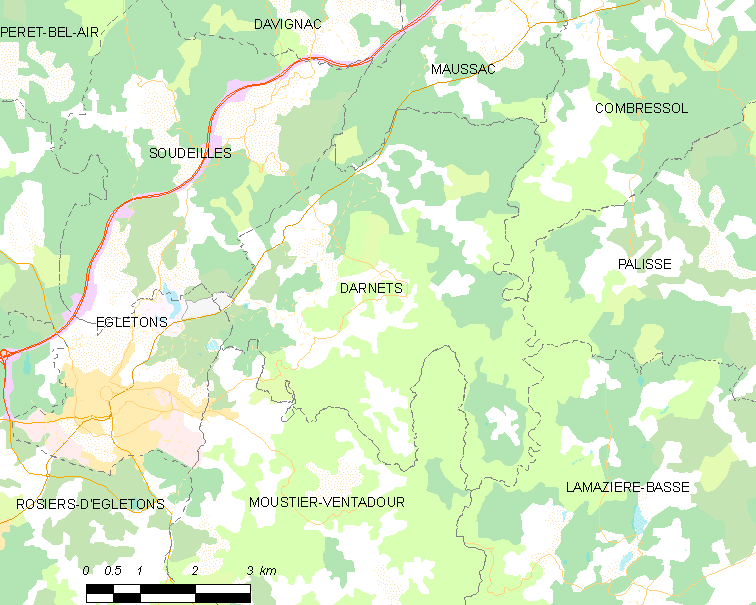
的OSM定位图

达尔内的时区为UTC+01:00、UTC+02:00（夏令时）。

## 行政
达尔内的邮政编码为19300，INSEE市镇编码为19070。

## 政治
达尔内所属的省级选区为米勒瓦什高原县。

## 人口

1962-2008年间人口变化图示

达尔内于2022年1月1日时的人口数量为309人。